# Lulu (album de Damien Saez)
Mon européenne - Lulu - En bords de Seine
Pour les articles homonymes, voir Lulu.
Albums de Damien Saez
L'Oiseau Liberté
(2016) #humanité
(2018)
Lulu est le dixième album studio de Damien Saez. Il s'agit d'un triple album paru le 10 mars 2017,. Il est le successeur de l'album L'Oiseau Liberté sorti en 2016. Une tournée dans plusieurs villes françaises s'en suivra en 2017. Cet album est le deuxième album issu du projet artistique Le Manifeste.
En 2023, il est certifié Disque d'Or avec 50 000 ventes.[réf. nécessaire]

## Histoire de l'album
Deux albums sont annoncés en août 2016 pour l'automne de la même année. Le premier, L'Oiseau Liberté, composé de deux disques, en décembre 2016 et Lulu, annoncé le 12 février 2017 comme un triple album,.
Le 21 février 2017, Damien Saez offre deux morceaux issus de cet album en écoute exclusive (Bonnie et Rue d'la soif) sur culture contre culture, seulement pour les abonnés, plus une inédite Château de brume qui ne figure pas sur le triple album à venir.
Le 24 février 2017, Damien Saez annonce la sortie de son 11e album pour l'automne, via son application officielle de communication Requiem.

## Sonorités

### Disque 1,Mon européenne
D'une manière générale, nous[Qui ?] retrouvons des sonorités espagnoles, plus particulièrement andalouses, au fil de l'album comme dans l'introduction de Pierrot ou dans les deux morceaux interprétés en castillan ainsi que des airs de tango. Le premier disque est le plus dynamique des trois quant au rythme musical et à l'instrumentation[réf. nécessaire]. Il s'ouvre sur Guantánamo, un morceau chanté en castillan, rappelant par moments la musique de Manu Chao[réf. souhaitée]. Les cinq morceaux suivants sont Rock, s’apparentant à des chants populaires entraînants[réf. souhaitée] comme avec le titre Rue d'la Soif, avec ses airs de musique bretonne.

### Disque 2,Lulu
L'instrumentation du second disque est simple, parfois au piano, parfois à la guitare. Quelques morceaux intègrent également des instruments à vent. Les textes sont chantés en français à l'exception de En Sangre, une complainte chantée en castillan. Le morceau L'Humaniste est également présent sur l'album précédent, L'Oiseau Liberté.

### Disque 3,En bords de Seine
Le dernier volet de l'album se décompose en deux parties distinctes : Les quatre premiers morceaux sont entièrement instrumentaux, majoritairement des airs de piano et ponctuellement des percussions. Cet interlude musical dure plus de 30 minutes. Dans la seconde moitié du disque, il s'agit de longs morceaux à textes, principalement accompagnés de piano. Il est entièrement chanté en français.

## Thématiques de l'album
Les thèmes abordés sont des thèmes récurrents chez Saez, mais traite également d'actualité comme le terrorisme, les élections présidentielles (Rue d'la Soif, Peuple Manifestant). Dans Peuple Manifestant et dans Ma Putain du show-biz, l'artiste dénonce notre société pervertie et un monde artistique grand public et populaire qu'il exècre. Il y dénonce la qualité médiocre de la production et surtout l'aspect pécuniaire et malsain en parlant de la téléréalité, les productions commerciales, et l'ensemble des médias. Comme à son habitude, l'artiste propose également de nombreuses chansons d'amour, notamment d'amour impossible, d'amours brisées ou de ruptures douloureuses. Ma gueule traite du quotidien des couples divorcés et de la garde partagée, Saez s'adresse ici à sa fille fictive et lui chante tout l'amour qui lui porte.

## L'album

### Pochette
La pochette de l'album représente un portrait monochrome sépia de Saez maquillé en clown triste, les yeux très sombres et un chapeau noir. Il s'agit de la même que pour l'album précédent, L'Oiseau Liberté.

### Liste des pistes
Toutes les chansons sont écrites et composées par Damien Saez.
| Disque 1, Mon européenne | Disque 1, Mon européenne | Disque 1, Mon européenne | Disque 1, Mon européenne | Disque 1, Mon européenne | Disque 1, Mon européenne | Disque 1, Mon européenne | Disque 1, Mon européenne | Disque 1, Mon européenne | Disque 1, Mon européenne |
| No                       | Titre                    | Durée                    |                          |                          |                          |                          |                          |                          |                          |
| ------------------------ | ------------------------ | ------------------------ | ------------------------ | ------------------------ | ------------------------ | ------------------------ | ------------------------ | ------------------------ | ------------------------ |
| 1.                       | Guantánamo               | 4 min 44 s               |                          |                          |                          |                          |                          |                          |                          |
| 2.                       | Mon Européenne           | 5 min 33 s               |                          |                          |                          |                          |                          |                          |                          |
| 3.                       | Peuple manifestant       | 9 min 14 s               |                          |                          |                          |                          |                          |                          |                          |
| 4.                       | Bonnie                   | 4 min 22 s               |                          |                          |                          |                          |                          |                          |                          |
| 5.                       | Rue d'la Soif            | 4 min 20 s               |                          |                          |                          |                          |                          |                          |                          |
| 6.                       | Ma putain du show-biz    | 5 min 16 s               |                          |                          |                          |                          |                          |                          |                          |
| 7.                       | Je suis                  | 4 min 54 s               |                          |                          |                          |                          |                          |                          |                          |
| 8.                       | Mon terroriste           | 5 min 19 s               |                          |                          |                          |                          |                          |                          |                          |
| 9.                       | Ma gueule de terroriste  | 4 min 43 s               |                          |                          |                          |                          |                          |                          |                          |
| 10.                      | Pierrot                  | 5 min 36 s               |                          |                          |                          |                          |                          |                          |                          |
| 54 min 01 s              |                          |                          |                          |                          |                          |                          |                          |                          |                          |

Toutes les chansons sont écrites et composées par Damien Saez.
| Disque 2, Lulu | Disque 2, Lulu          | Disque 2, Lulu | Disque 2, Lulu | Disque 2, Lulu | Disque 2, Lulu | Disque 2, Lulu | Disque 2, Lulu | Disque 2, Lulu | Disque 2, Lulu |
| No             | Titre                   | Durée          |                |                |                |                |                |                |                |
| -------------- | ----------------------- | -------------- | -------------- | -------------- | -------------- | -------------- | -------------- | -------------- | -------------- |
| 1.             | L'Humaniste             | 4 min 19 s     |                |                |                |                |                |                |                |
| 2.             | Au cimetière des amours | 8 min 40 s     |                |                |                |                |                |                |                |
| 3.             | P'tit bout d'paradis    | 3 min 56 s     |                |                |                |                |                |                |                |
| 4.             | Les Amours mortes       | 4 min 43 s     |                |                |                |                |                |                |                |
| 5.             | Thème Paris             | 4 min 34 s     |                |                |                |                |                |                |                |
| 6.             | En sangre               | 3 min 20 s     |                |                |                |                |                |                |                |
| 7.             | Lulu                    | 7 min 13 s     |                |                |                |                |                |                |                |
| 8.             | Putain ma vie           | 7 min 30 s     |                |                |                |                |                |                |                |
| 9.             | Ma gueule               | 3 min 46 s     |                |                |                |                |                |                |                |
| 10.            | Pleure pas bébé         | 7 min 26 s     |                |                |                |                |                |                |                |
| 55 min 27 s    |                         |                |                |                |                |                |                |                |                |

Toutes les chansons sont écrites et composées par Damien Saez.
| Disque 3, En bords de Seine | Disque 3, En bords de Seine | Disque 3, En bords de Seine | Disque 3, En bords de Seine | Disque 3, En bords de Seine | Disque 3, En bords de Seine | Disque 3, En bords de Seine | Disque 3, En bords de Seine | Disque 3, En bords de Seine | Disque 3, En bords de Seine |
| No                          | Titre                       | Durée                       |                             |                             |                             |                             |                             |                             |                             |
| --------------------------- | --------------------------- | --------------------------- | --------------------------- | --------------------------- | --------------------------- | --------------------------- | --------------------------- | --------------------------- | --------------------------- |
| 1.                          | Tristesse                   | 16 min 21 s                 |                             |                             |                             |                             |                             |                             |                             |
| 2.                          | La Neige                    | 5 min 56 s                  |                             |                             |                             |                             |                             |                             |                             |
| 3.                          | Thème Mélancolie            | 4 min 36 s                  |                             |                             |                             |                             |                             |                             |                             |
| 4.                          | Thème de l'adieu            | 4 min 07 s                  |                             |                             |                             |                             |                             |                             |                             |
| 5.                          | Matins de pluie             | 6 min 14 s                  |                             |                             |                             |                             |                             |                             |                             |
| 6.                          | Notre-Dame Mélancolie       | 7 min 20 s                  |                             |                             |                             |                             |                             |                             |                             |
| 7.                          | Matins de neige             | 5 min 55 s                  |                             |                             |                             |                             |                             |                             |                             |
| 8.                          | En bords de Seine           | 7 min 51 s                  |                             |                             |                             |                             |                             |                             |                             |
| 9.                          | Si                          | 9 min 10 s                  |                             |                             |                             |                             |                             |                             |                             |
| 67 min 30 s                 |                             |                             |                             |                             |                             |                             |                             |                             |                             |

## Autour de l'album
- Peuple Manifestant est né d'un litige entre l'artiste et la plateforme Amazon. Peu de temps avant la sortie de son album L'Oiseau Liberté, la société américaine de vente en ligne a mis en écoute le début de chacun des titres de ce dernier sans autorisation. Immédiatement après, l'artiste réplique avec ce morceau incendiaire composé et enregistré en à peine quelques jours. Elle est une lettre ouverte de 9 minutes à Amazon et à la société de consommation par extension. Saez y dénonce tout ce qu'il déteste dans son fonctionnement et ce qui le pousse à retirer son art des streamings gratuits et payants autres que son système de diffusion privé. Il fait d'ailleurs également allusion au Brexit et à l'élection du président américain Donald Trump. À l'origine simplement publiée en téléchargement gratuit sur le site de l'artiste, elle sera finalement intégrée au triple album[réf. souhaitée].

## Format

### La version physique
L'album est sorti en coffret carton trois CD.

### Sur internet
Tout comme la quasi-totalité de la discographie de Saez, l'album est introuvable sur les plateformes musicales de streaming. Il n'est écoutable que via le site officiel de l'artiste.
Un EP voit tout de même le jour sur ces plateformes de streaming sous le nom de Le Manifeste Lulu (Mon Européenne) - EP contenant 5 morceaux du premier disque de l'album.
1. Mon terroriste
2. Guantánamo
3. Mon Européenne
4. Peuple manifestant
5. Rue d'la soif